# Jegorlyk
Der Jegorlyk (russisch Егорлы́к, Большо́й Егорлы́к (Bolschoi Jegorlyk); auch „Großer Jegorlyk“) ist ein 448 km langer linker Nebenfluss des Manytsch in Russland.

## Verlauf
Der Jegorlyk entspringt im Vorland des Großen Kaukasus etwa 30 km südlich der Großstadt Stawropol, in den Stawropoler Höhen in etwa 580 m Höhe an der Nordostflanke des 831 m hohen Berges Strischament. Er fließt zunächst in nordwestlicher Richtung durch das bergige Gebiet im Südwesten der Region Stawropol. Südwestlich von Stawropol wird der Fluss âus dem ursprünglichen Bett für einige Kilometer in ein rechtes Seitental abgeleitet, in dem sich früher der Sengilejewskoje-See befand, der in den weitaus größeren Sengilejewskoje-Stausee umgewandelt wurde. Der Stausee wird hauptsächlich vom etwa 50 Kilometer langen Newinnomyssker Kanal gespeist, der bei Newinnomyssk dem Kuban Wasser entnimmt, um es in das Jegorlyk-Becken zu leiten. Ein Teil des Wassers aus dem Kanal gelangt unter Umgehung des Stausees über einen Zweigkanal auch direkt in den Jegorlyk unterhalb des Sees, wobei es ein kleines Wasserkraftwerk antreibt.
Im weiteren Verlauf des Jegorlyk wurden weitere kleinere Stauseen errichtet, so der Jegorlyk-Stausee (Jegorlykskoe-Stausee) wenige Kilometer unterhalb beim Dorf Sengilejewskoje und der Nowotroizker Stausee (Nowotroizkoje-Stausee) bei der Staniza Nowotroizkaja. Durch die allmählich ebener werdende Steppenlandschaft fließt der Jegorlyk weiter in nordöstlicher, dann in fast westlicher Richtung. Bei Priwolnoje erreicht er die Oblast Rostow, wo er sich wieder in nordöstliche bis nördliche Richtung wendet. Auf einem kurzen Abschnitt markiert er die Grenze zur Republik Kalmückien.
25 Kilometer nordöstlich der Stadt Salsk mündet der Jegorlyk schließlich in nur 13 m Höhe in den Don-Nebenfluss Manytsch, der nach einer gängigen Definition als Grenze zwischen Europa und Asien angesehen wird. Der Manytsch ist auf diesem Abschnitt wie auch der Unterlauf des Jegorlyk zum Proletarsker Stausee (Proletarskoje-Stausee) angestaut. Dieser Teil des Stausees ist allerdings durch den Feststoffeintrag des Jegorlyk praktisch komplett verlandet. Zuvor war der aufgestaute Jegorlyk-Unterlauf mehrere Hundert Meter breit. Oberhalb des angestauten Abschnittes ist der Fluss 50 bis 100 Meter breit und zwei Meter tief; seine Fließgeschwindigkeit beträgt 0,4 m/s.
Die bedeutendsten Nebenflüsse des Jegorlyk sind Taschla, Bolschaja Kugulta (Große Kugulta) und Baschanta von rechts sowie Kalaly, Rassypnaja und Bolschaja Sandata (Große Sandata) von links.
Unmittelbar am Fluss gibt es keine Städte, aber außer Stawropol und Salsk liegt auch die Stadt Isobilny in seiner Nähe. Direkt am Fluss befinden sich die größeren Ortschaften Solnetschnodolsk (Siedlung städtischen Typs), Nowotroizkaja und Krasnogwardeiskoje (Rajonverwaltungszentrum).

## Hydrologie
Das Einzugsgebiet des Flusses umfasst 15.000 km².
Die mittlere Abflussmenge beim Dorf Nowy Jegorlyk in Mündungsnähe beträgt 38,2 m³/s. Vor der Fertigstellung des Newinnomyssker Kanals 1948 und damit der Zuführung von bis zu 75 m³ Wasser pro Sekunde trocknete der Jegorlyk im Unterlauf in den Sommern für bis zu 3–4 Monate aus. Die seither gegenüber der natürlichen um das mehrfache erhöhte Abflussmenge hat zu verstärkter Seiten- und Tiefenerosion des Flussbettes und Sandablagerungen an anderen Stellen, hauptsächlich ab dem Mittellauf bis hin zur Verlandung des Proletarsker Stausees geführt.

## Fauna
Erwähnenswert für den Einzugsbereich des Jegorlyk ist die Ansiedlung von Neozoen. Dazu gehört der Getüpfelte Gabelwels (Ictalurus punctatus, „Channel catfish“), der in den 1970er-Jahren für die Fischzucht aus den USA (Arkansas) importiert wurde und sich in Folge auch außerhalb der Fischfarmen verbreitete. Ein weiterer Fisch ist die Gründlingsart Romanogobio pentatrichus, die aus dem Kuban, ihrem ursprünglichen Verbreitungsgebiet, über den Newinnomyssker Kanal selbständig zuwanderte.

## Nutzung und Infrastruktur
Der Jegorlyk ist nicht schiffbar.
Der Fluss durchfließt auf seiner gesamten Länge intensiv landwirtschaftlich genutztes Gebiet, zu dessen Bewässerung das Wasser verwendet wird. Der größte Teil wird über den Rechten Jegorlyk-Kanal (Prawo-Jegorlykski kanal) aus dem Nowotroizkoje-Stausee entnommen.
Am Oberlauf des Flusses wurden mehrere kleine Wasserkraftwerke errichtet, die heute von der Filiate Kuban-Wasserkraftwerks-Kaskade (Kubanski kaskad GES) von RusHydro betrieben werden:
- Sengilejewskoje-Wasserkraftwerk (Sengilejewskaja GES, Leistung 15 MW, erbaut 1949–1953 am Abfluss des Newinnomyssker Kanals zum Jegorlyk)
- Jegorlyk-Wasserkraftwerk (Jegorlykskaja GES, 30 MW, 1956–1962)
- Wasserkraftwerk Jegorlyk-2 (Jegorlykskaja GES-2, 14,2 MW, 1994–2010)
- Nowotroizker Wasserkraftwerk (Nowotroizkaja GES, 3,68 MW, 1950–1953)

Die 1994 begonnene Errichtung des Wasserkraftwerkes Jegorlyk-2 (Jegorlykskaja GES-2) verzögerte sich zunächst wegen finanzieller Schwierigkeiten, wurde 2005 nach Übernahme durch RusHydro wieder aufgenommen und Ende 2010 abgeschlossen. Der Stausee des Nowotroizker Wasserkraftwerkes wird darüber hinaus für die Kühlwasserversorgung des Wärmekraftwerkes Stawropol (Stawropolskaja GRES) genutzt, das von der OGK-2 betrieben wird und mit einer Leistung von 2400 MW das größte im Nordkaukasus ist.
Eine Anzahl weiterer Staubecken direkt am Jegorlyk oder in seiner Talsenke wird für die Fischzucht genutzt, so bei Ptitschje nördlich von Isobilny.
Der Oberlauf des Jegorlyk wird von einem Zweig der Fernstraße M29 gekreuzt, der die Regionshauptstadt Stawropol an die Haupttrasse bei zwischen Newinnomyssk und Kotschubejewskoje anbindet. Die Bahnstrecke von Kropotkin (Station Kawkasskaja) nach Stawropol und Elista kreuzt den Fluss unterhalb von Nowotroizkaja und Isobilny, die dem Mittellauf auf der linken Seite folgende Regionalstraße R269 (Rostow am Don –) Bataisk – Stawropol beim Dorf Besopasnoje.